# Моффат, Джон (физик)
Джон Моффат (англ. John Moffat; род. 24 мая 1932, Копенгаген) — канадский физик и педагог датского происхождения.
Самоучка. Провёл юность в Париже как свободный художник, затем вернулся в Копенгаген, был безработным. Увлёкшись космологией, начал самостоятельно изучать математику и физику и в 1953 г. написал письмо Альберту Эйнштейну. По воспоминаниям Моффата,

В 1953 г. Эйнштейн из Принстона прислал мне ответ, но он был написан по-немецки. Мне пришлось спуститься в парикмахерскую на первом этаже моего дома, и парикмахер перевёл мне ответ. На протяжении лета и осени мы обменялись пятью-шестью письмами. Местная пресса узнала об этой истории, и появившиеся статьи привлекли внимание Нильса Бора. И внезапно передо мной распахнулись двери возможностей. (2005)
В 1958 г. Моффат получил докторскую степень в Тринити-колледже Кембриджского университета, став первым в истории колледжа, кто получил её, не имея университетского диплома; оппонентами выступали Фред Хойл и Абдус Салам. С 1964 г. преподавал в Торонтском университете, в настоящее время почётный профессор.
В последние годы Моффат наиболее известен как автор концепции переменной скорости света, суть которой состоит в предположении, что сразу после Большого взрыва скорость света была на много порядков выше ныне наблюдаемой. Первые работы Моффата по этой теме были опубликованы в 1990-е гг. и прошли незамеченными, однако в дальнейшем идея была вновь предложена Жуаном Магейжу и вызвала существенный резонанс; после этого Моффат напомнил о своём приоритете, который Магейжу признал, посвятив Моффату одну из глав в своей книге «Быстрее скорости света» (англ. Faster Than the Speed of Light).